# Муши, Луи-Филипп
Луи-Филипп Муши (фр. Louis-Philippe Mouchy; 31 марта 1734, Париж — 10 декабря 1801, Париж) — скульптор французского академического неоклассицизма.

## Биография
Луи-Филипп родился в 1734 году в семье пекаря Жака Муши и Мадлен Дюпюи. Был учеником академического скульптора Жана-Батиста Пигаля и женился на его племяннице. В молодом возрасте отправился за свой счёт в Италию. По возвращении в 1766 году был принят в Королевскую академию живописи и скульптуры, а 25 июня 1768 года получил звание академика, представив в качестве приёмной работы скульптуру «Сидящий пастух».
Несколько лет спустя он создал одну из статуй Гарпократа, древнегреческого бога молчания. Он вылепил модель с натуры, с подвижного подростка. Современники раскритиковали скульптуру за «худобу» и отход от канонов античной красоты, как её понимали в то время. Тем не менее, эта скульптура укрепила его репутацию и была помещена в королевском Люксембургском саду.
Муши по заказу графа д’Анживилера выполнил для короля три статуи для коллекции «Великих людей Франции»; первые две, «Сюлли» и «Герцог Монтозье», размещены в зале публичных заседаний Института Франции, третья, «Люксембург», — в галерее Первого консула.
В течение своей творческой жизни Луи-Филипп Муши неоднократно копировал работы Пигаля и Эдме Бушардона. В период правления Людовика XVI, наряду с Огюстеном Пажу, он был одним из наиболее востребованных скульпторов, который получал немало престижных заказов от двора и придворной аристократии.
В 1776 году Муши стал профессором специальной школы живописи и скульптуры (l’école spéciale de Peinture et Sculpture). Муши был женат на Элизабет-Розали Пигаль (1742—1811), дочери Пьера Пигаля, художника короля и брата Жана-Батиста; у него была дочь Мари-Элизабет-Софи, которая вышла замуж за художника-гравёра Филибера-Луи Дебюкура, ученика Вьена.
Муши скончался в 1801 году в своей мастерской в Галереях Лувра.

## Галерея

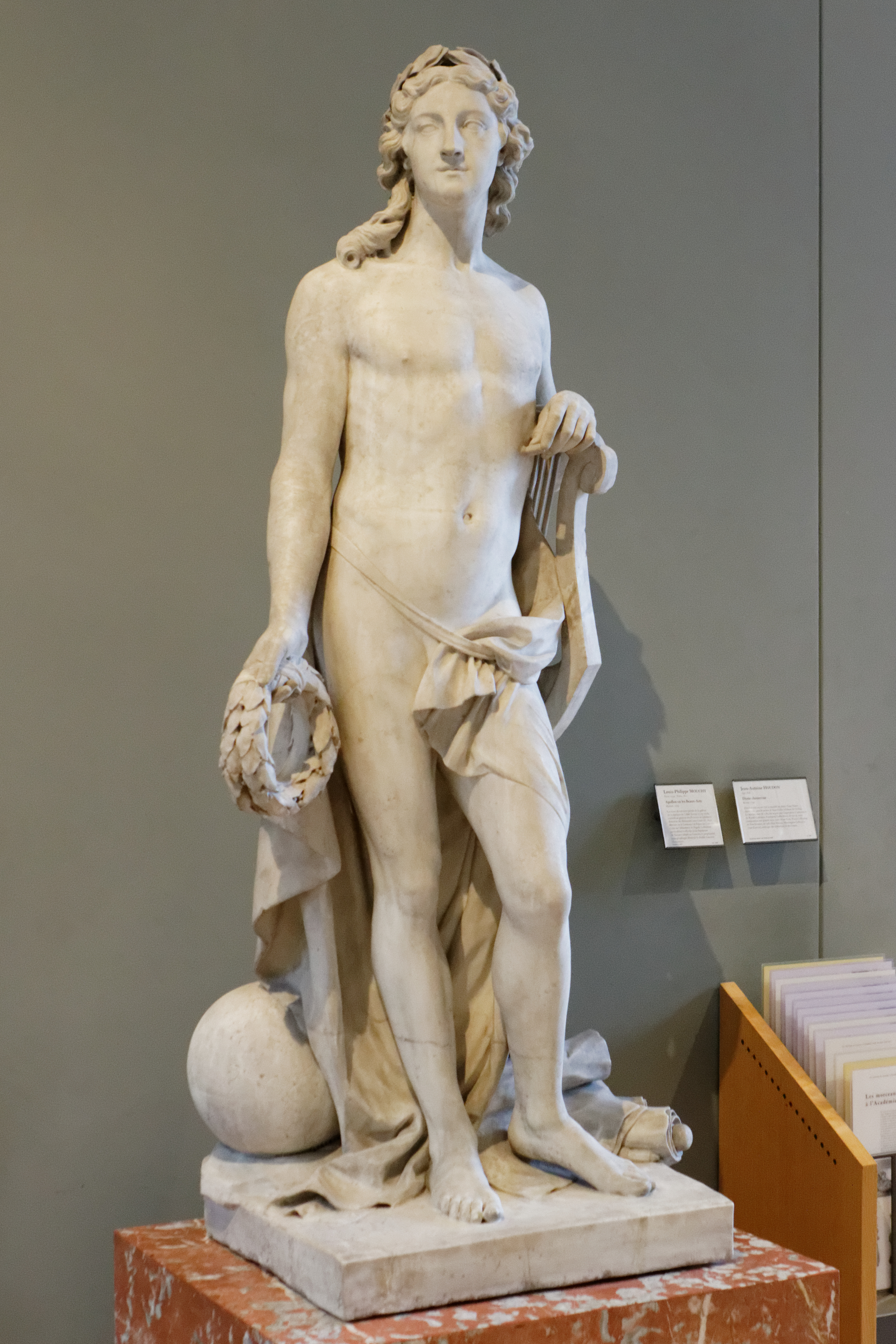
Аполлон, или Аллегория изящных искусств. 1779. Мрамор. Лувр, Париж
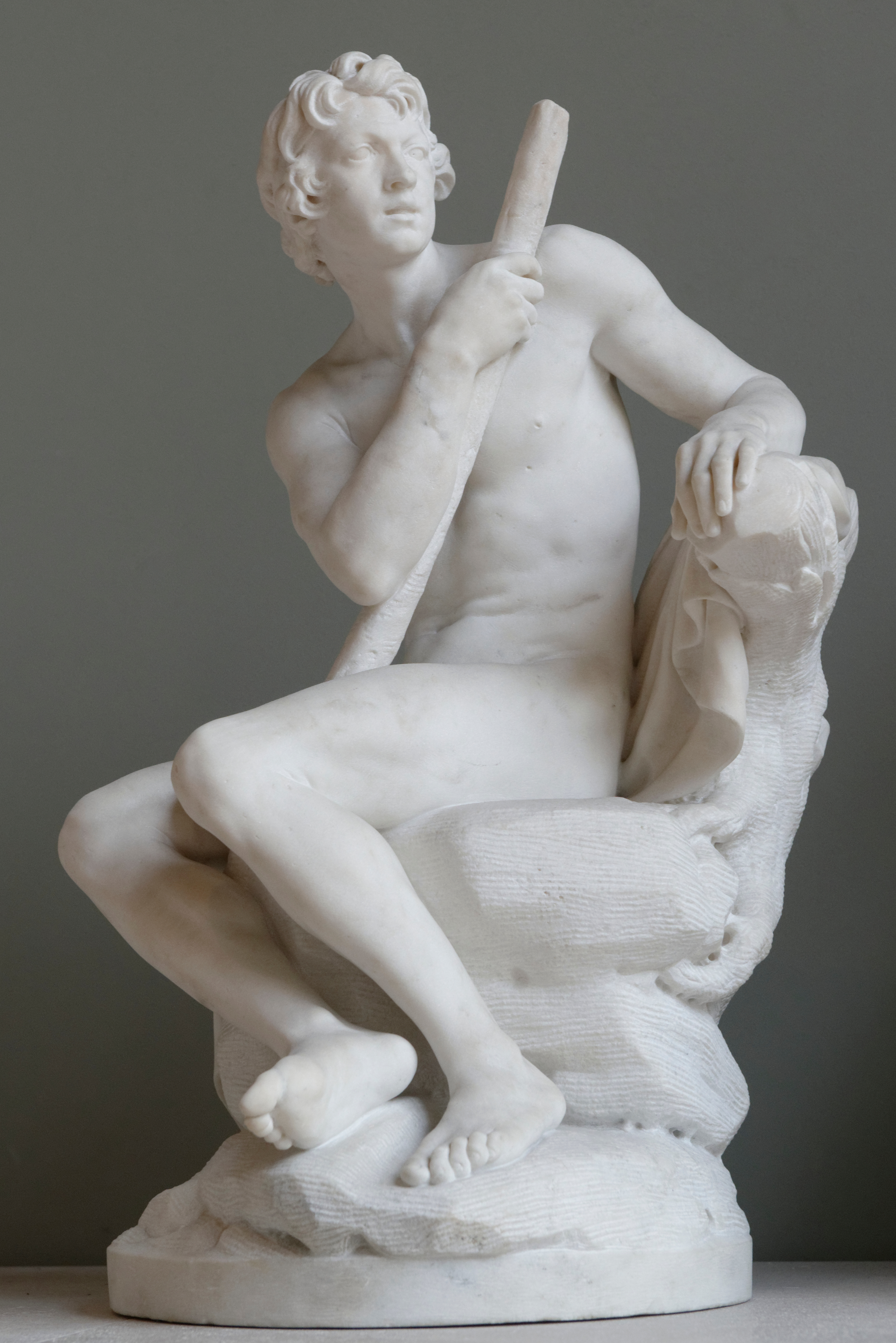
Сидящий пастух. 1768. Мрамор. Лувр, Париж
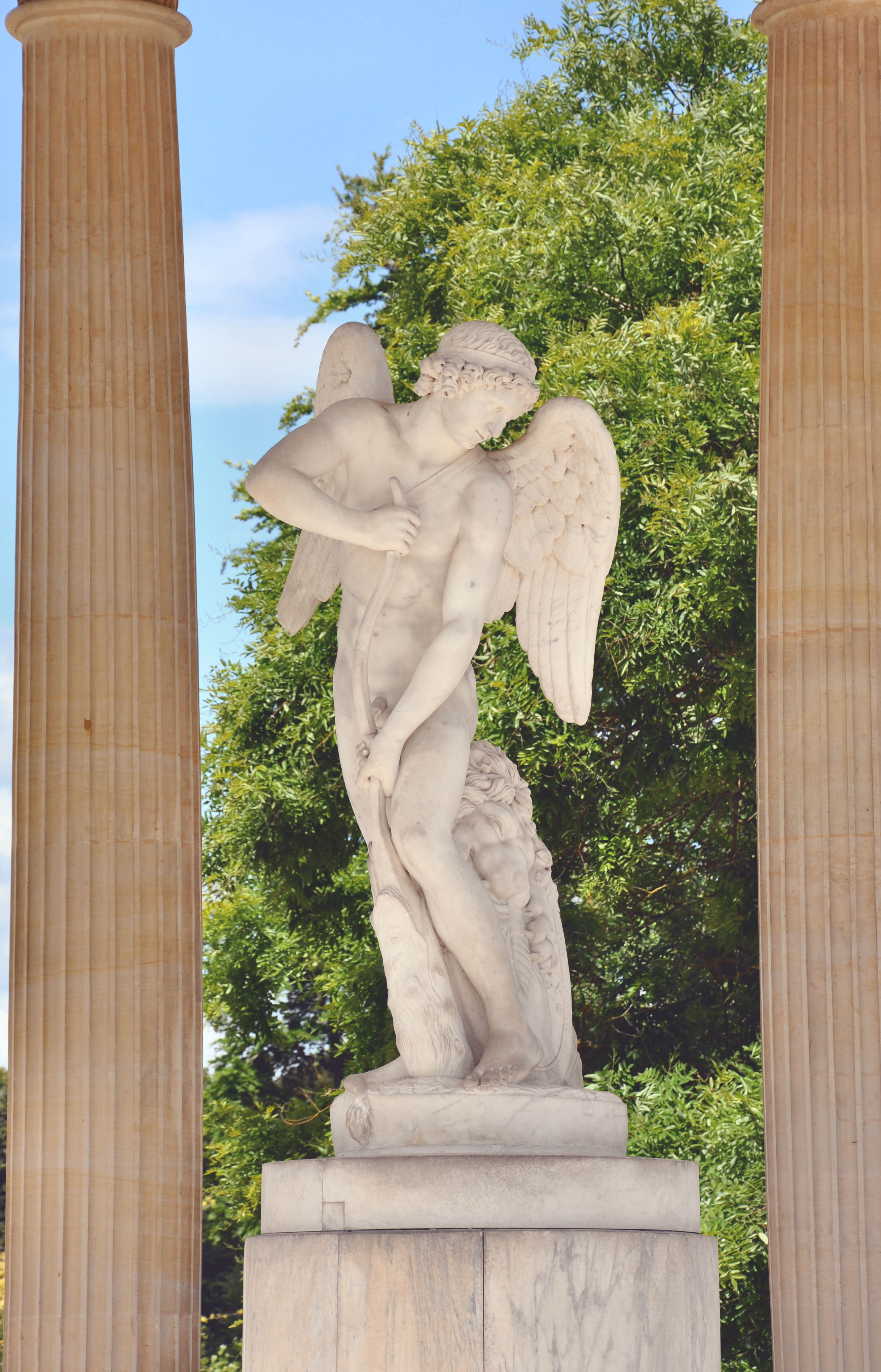
Купидон вырезает лук из палицы Геркулеса. Мрамор. Храм любви, парк Малый Трианон, Версаль
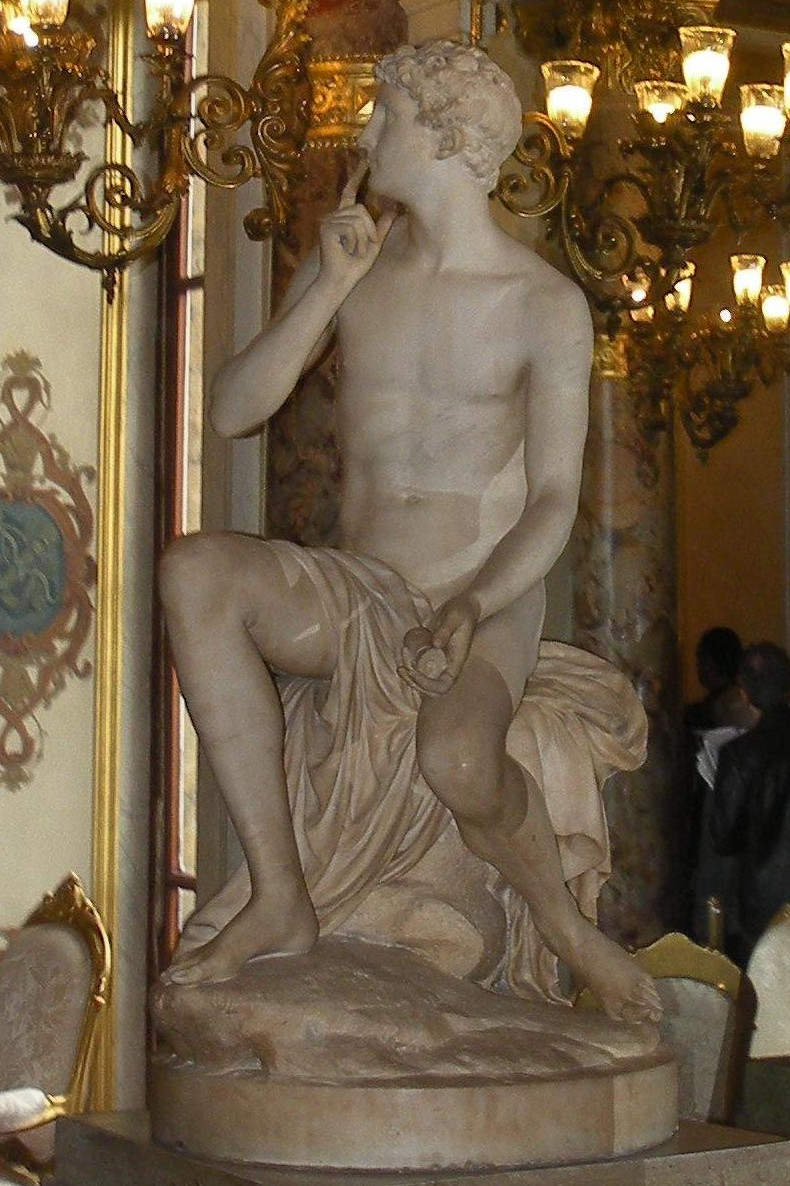
Гарпократ, древнегреческий бог молчания. 1789. Мрамор. Люксембургский дворец, Париж
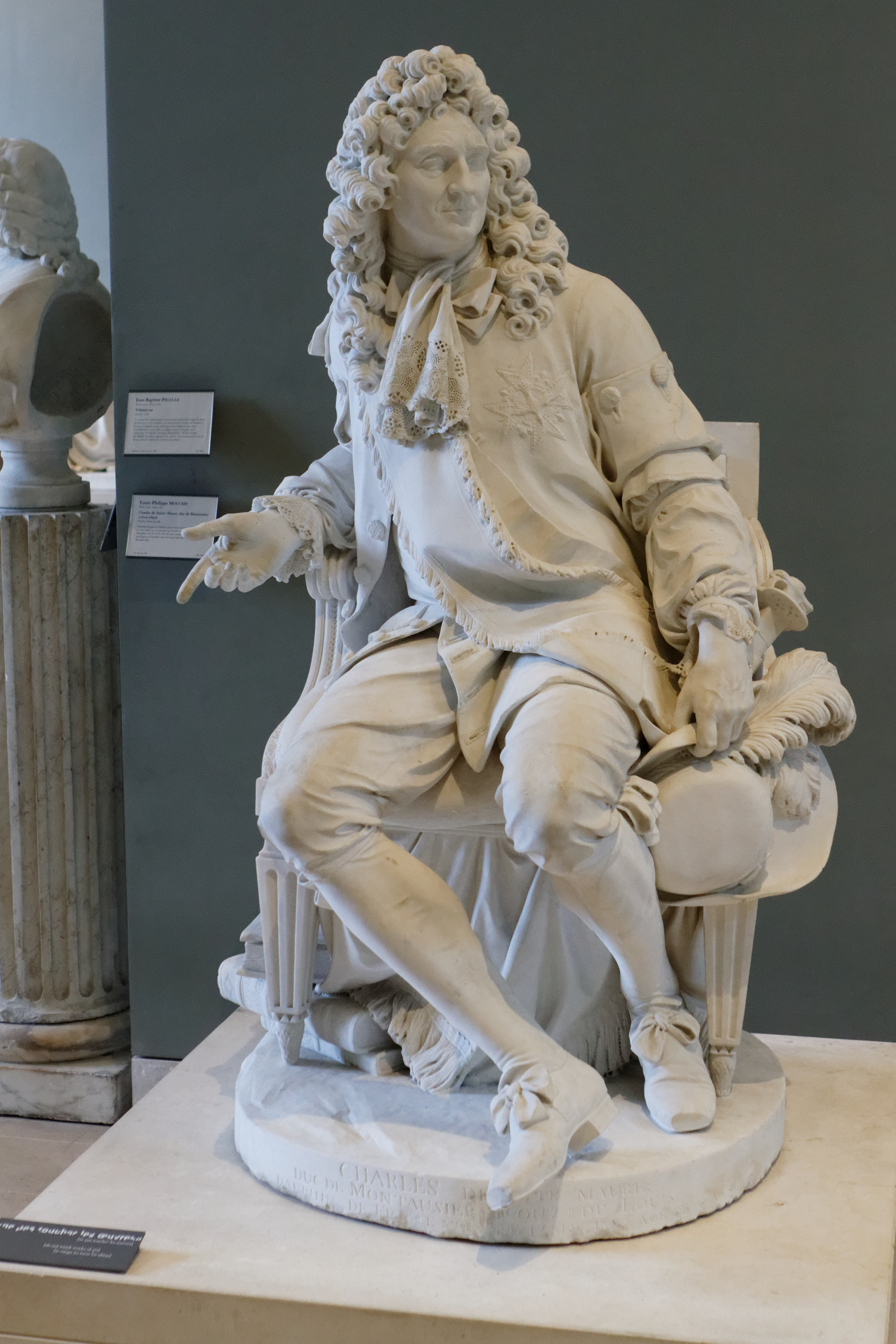
Шарль Монтозье. 1781. Мрамор. Лувр, Париж